# نهاية المحتاج

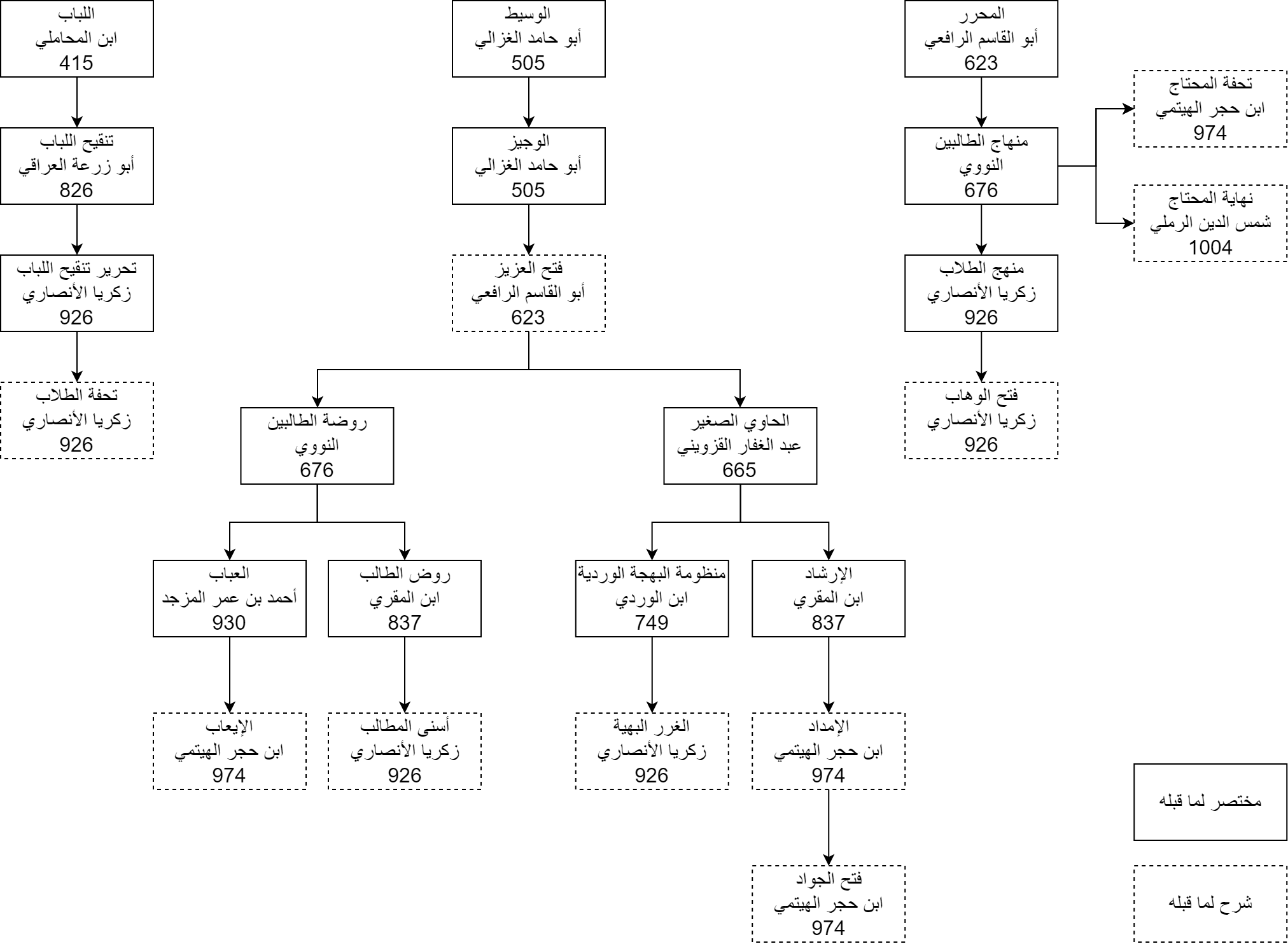
بعض أهم كتب الفقه الشافعي، ويظهر كتاب "نهاية المحتاج" يمين الشجرة.

نهاية المحتاج إلى شرح المنهاج للإمام الفقيه شمس الدين محمد بن أبي العباس أحمد بن حمزة بن شهاب الدين الرملي المنوفي المصري الأنصاري الشهير بالشافعي الصغير المتوفى سنة 1004هـ، هو أحد أمهات كتب الفقه في المذهب الشافعي، وهو أحد أهم شرحين لكتاب المنهاج للإمام النووي، أما الآخر فهو تحفة المحتاج لابن حجر الهيتمي. ولأهمية هذا الكتاب، ذهب علماء مصر أو أكثرهم إلى اعتماده في الإفتاء، قال علوي بن أحمد السقاف في «مختصر الفوائد المكية»:
«فذهب علماء مصر أو أكثرهم إلى اعتماد ما قاله الشيخ محمد الرملي في كتبه، خصوصاً في «نهايته»؛ لأنها قرئت على المؤلف إلى آخرها في أربعمئة من العلماء، فنقدوها وصححوها، فبلغ صحتُها إلى حد التواتر».
وقد وضع الشافعية على هذا الكتاب عدة شروح وحواشي، أهمها:
- حاشية الرشيدي (ت 1069هـ).
- حاشية الشبراملسي (1078هـ).